# Aphaereta
Genre
Aphaereta est un genre d'insectes hyménoptères de la famille des Braconidae. Ce sont des guêpes parasitoïdes qui pondent leurs œufs dans les larves de mouches cyclorrhaphes.

## Systématique
Le genre Aphaereta a été créé en 1862 par l'entomologiste allemand Arnold Förster (1810–1884).

## Liste des espèces
Selon BioLib (1 septembre 2021) :
- Aphaereta alkonost Belokobylskij, 1998
- Aphaereta aotea Hughes & Woolcock, 1976
- Aphaereta apicalis Ashmead, 1895
- Aphaereta basirufa Granger, 1949
- Aphaereta brevis Tobias, 1962
- Aphaereta cephalotes (Haliday, 1838)
- Aphaereta colei Marsh, 1969
- Aphaereta confusa Wharton, 1994
- Aphaereta debilitata Morley, 1933
- Aphaereta difficilis Nixon, 1939
- Aphaereta dipterica Fischer, 1966
- Aphaereta elegans Tobias, 1962
- Aphaereta excavata McComb, 1960
- Aphaereta falcigera Graham, 1960
- Aphaereta flavidens (Ratzeburg, 1844)
- Aphaereta genevensis Fischer, 1966
- Aphaereta ithacensis Fischer, 1966
- Aphaereta kroshka Belokobylskij, 1998
- Aphaereta laeviuscula (Spinola, 1851)
- Aphaereta lonchaeae Wharton, 1977
- Aphaereta major (Thomson, 1895)
- Aphaereta marshi Wharton, 1977
- Aphaereta masoni McComb, 1960
- Aphaereta megalops Wharton, 1977
- Aphaereta melanura Schrottky, 1902
- Aphaereta minuta (Nees, 1811)
- Aphaereta muesebecki Marsh, 1969
- Aphaereta palea (Papp, 1990)
- Aphaereta pallidinotum Wharton, 2002
- Aphaereta pallipes (Say, 1829)
- Aphaereta rubicunda Tobias, 1962
- Aphaereta sarcophagensis Shenefelt, 1974
- Aphaereta scaptomyzae Fischer, 1966
- Aphaereta stigmaticalis (Thomson, 1895)
- Aphaereta subtropicalis Wharton, 1977
- Aphaereta sylvia Belokobylskij, 1998
- Aphaereta tenuicornis Nixon, 1939
- Aphaereta tricolor Papp, 1994
- Aphaereta varipedis Fischer, 1966
- Aphaereta vondelparkensis van Achterberg, 2020

Selon NCBI (1 septembre 2021) :
- Aphaereta aotea Hughes & Woolcock, 1976
- Aphaereta genevensis Fischer, 1966
- Aphaereta minuta